# 501-й тяжёлый танковый батальон
501-й тяжёлый танковый батальон (нем. schwere Panzerabteilung 501) — тактическое формирование сухопутных войск нацистской Германии, второе строевое подразделение вермахта, получившее на вооружение новейшие (в то время) тяжёлые танки Tiger I. Сформирован 25 мая 1942 года, расформирован 11 февраля 1945 года.

## Формирование батальона
Батальон был сформирован 25 мая 1942 года в Эрфурте путём объединения 501-й и 502-й тяжёлых рот истребителей танков (нем. 501, 502 schwere Panzer-Kompanie). 1-я рота батальона была сформирована на базе 501-й тяжёлой роты, 2-я рота — на базе 502-й, соответственно. Помимо рот истребителей танков в батальон попал личный состав Panzer-Ersatz-Abteilung 1, расквартированный в Эрфурте, а также курсанты артиллерийской школы, размещавшейся в Путлосе. Командиром батальона был назначен майор Ганс-Георг Людер (нем. Hans-Georg Lueder).
На вооружение батальона изначально планировали поставить «тигры» Порше, но затем было решено оснастить его танками Хеншеля. «Тигры» были получены лишь к концу августа 1942 года, поскольку приоритет на их скорейшее получение был у 502-го батальона.
Согласно штату батальон должен был иметь 20 тяжёлых «тигров» и 16 средних Panzer III.

## Боевая служба
20 ноября 1942 года батальон был отправлен в Тунис из итальянского порта Реджо-ди-Калабрия. После разгрома германо-итальянских войск в Северной Африке батальон был переформирован в Падерборне, теперь в его состав вошло три тяжёлых танковых роты. После переформирования батальон направили на Восточный фронт в район северо-восточнее Минска, затем батальон сражался под Краковом и восточнее Праги.
21 декабря 1944 года 501-й тяжёлый танковый батальон был переименован в 424-й тяжёлый танковый батальон и поступил в оперативное подчинение 24-му танковому корпусу из состава 4-й танковой армии.
11 февраля 1945 года из остатков батальона был сформирован 512-й тяжёлый батальон истребителей танков.

## Командиры
- Майор Ганс-Георг Людер (10 мая 1942 — 26 февраля 1943)
- Майор Аугуст Зайденштикер (17 марта 1943 — 12 мая 1943)
- Майор Эрих Лёве (сентябрь 1943 — 24 декабря 1943)
- Оберстлейтенант фон Легат (январь 1944 — август 1944)
- Майор Зэмиш (август 1944 — 27 ноября 1944)

## Награждённые Рыцарским крестом Железного креста

### Рыцарский Крест Железного креста (1)
- Аугуст Зайденштикер, 18.07.1943 — майор, командир 501-го тяжёлого танкового батальона

### Рыцарский Крест Железного креста с Дубовыми листьями (1)
- Эрих Лёве (№ 385), 08.02.1944 — майор, командир 501-го тяжёлого танкового батальона